# 嬌蠻之吻NEXT
《嬌蠻之吻NEXT》是CandySoft（きゃんでぃそふと）在2013年12月20日發售的戀愛冒險類型成人遊戲，《嬌蠻之吻》系列的全新作品。2015年12月25日發售續作《嬌蠻之吻FESTIVAL》。

## 故事
蟹澤佐名木在對馬心秤的引導下加入學生會，卻也因此捲入了學生會和風紀委員會之間的鬥爭中。

## 角色

### 主要角色
蟹澤佐名木
身高：165cm，血型：AB型，生日：3月7日
本作的男主角，龍鳴館2年C班學生，後來成為學生會的副會長。獨自住在遠房親戚家，蟹澤絹的表弟。
對馬心秤（聲優：上原あおい）
身高：158cm，三圍：B82（C）/W56/H82，血型：AB型，生日：8月8日
龍鳴館3年A班學生，擔任學生會的會長，對馬雷奧的表妹。住在蟹澤家的隔壁，後來接受蟹澤家屋主的委託開始照顧佐名木的生活。從小時候就很照顧佐名木，像是他的姐姐一樣。
刃牙音子（聲優：波奈束風景）
身高：169cm，三圍：B81（B）/W57/H84，血型：A型，誕生日：6月6日
龍鳴館3年C班學生，風紀委員長，持有委員長代代傳承的日本刀「地獄蝶」。
八宮・Yellowdo・Cherish（聲優：藤咲ウサ）
身高：144cm，三圍：B71（A）/W50/H78，血型：AB型，生日：3月8日
佐名木的同學和親友，祖父是美國海軍士官，後來成為學生會的副會長。
伊那瀨子羽（聲優：かわしまりの）
身高：164cm，三圍：B86（D）/W58/H82，血型：O型，生日：4月15日
龍鳴館1年B班學生，後來成為學生會的會計。
大女乃門龍院澄香（聲優：篠原ゆみ）
身高：157cm，三圍：B94（G）/W60/H88，血型：A型，生日：7月31日
佐名木的同學，擔任班長和學生會書記，當地名家的大小姐。由於家規不能讓伴侶以外的人叫她的名字。
盡神吉禰（聲優：御苑生メイ）
身高：178cm，三圍：B95（G）/W60/H91，血型：B型，生日：7月15日
龍鳴館2年A班學生，擔任風紀委員。
霧夜勝氣（聲優：風音）
身高：160cm，三圍：B79/W51/H81，血型：AB型，生日：1月11日
由Noël帶來的2年C班轉入學生。《嬌蠻之吻FESTIVAL》的登場角色。

### 其他角色
Bûche（聲優：櫻川未央）
龍鳴館2年A班學生，服侍霧夜會長的女僕。Noël的雙胞胎姐姐。
Noël（聲優：櫻川未央）
佐名木的同學，Bûche的雙胞胎弟弟，服侍霧夜會長的女僕。由於大小姐的命令而穿著女裝。
村田華砲（聲優：西乃ころね）
佐名木的同學。
大伴千代（聲優：上田朱音）
佐名木的班級老師和英語老師。

## 主題曲
嬌蠻之吻NEXT
片頭曲1
作詞、作曲、編曲：天道紅緒，主唱：佐咲紗花
片頭曲2
作詞、作曲、編曲：wight，主唱：真理繪
片尾曲
作詞、作曲、編曲：天道紅緒，主唱：綾瀨理恵
嬌蠻之吻FESTIVAL
片頭曲
作詞、主唱：Ayumi.，作曲、編曲：柳英一朗
片尾曲「connect」
作詞：Ayumi.，作曲：柳英一朗，編曲：クサノユウキ from STRIKER、柳英一朗，主唱：Astilbe×arendsii

## 外部連結
- つよきすNEXT官方網站 （页面存档备份，存于）（日語）
- つよきすFESTIVAL官方網站 （页面存档备份，存于）（日語）